# Krystyna Łybacka
Krystyna Maria Łybacka z domu Maćkowiak (ur. 10 lutego 1946 w Jutrosinie, zm. 20 kwietnia 2020 w Poznaniu) – polska polityk, matematyk i nauczycielka akademicka, doktor nauk matematycznych. Posłanka na Sejm I, II, III, IV, V, VI i VII kadencji (1991–2014), minister edukacji narodowej i sportu w rządzie Leszka Millera w latach 2001–2004, posłanka do Parlamentu Europejskiego VIII kadencji (2014–2019).

## Życiorys
Córka Franciszka i Anny. W 1968 ukończyła studia na Wydziale Matematyczno-Fizyczno-Chemicznym Uniwersytetu im. Adama Mickiewicza w Poznaniu. Doktoryzowała się w 1976 w Instytucie Matematyki Politechniki Poznańskiej, broniąc pracy doktorskiej pt. Losowy podział kwadratu. Od 1968 pozostawała zawodowo związana z tym instytutem na Wydziale Elektrycznym. W latach 1983–1986 była sekretarzem, a w latach 1986–1989 członkiem zarządu Oddziału Poznańskiego Polskiego Towarzystwa Matematycznego. Była adiunktem w Instytucie Matematyki Wydziału Elektrycznego Politechniki Poznańskiej.
W latach 1978–1981 należała do PZPR, na początku lat 80. była także krótko członkinią „Solidarności”. Od 1993 była członkiem SdRP. W 1996 została liderką tej partii w Poznaniu, następnie od 1999 była przewodniczącą rady wojewódzkiej Sojuszu Lewicy Demokratycznej w Poznaniu. Od 20 grudnia 1999 do 29 czerwca 2003 była wiceprzewodniczącą zarządu krajowego SLD. Należała także do Stowarzyszenia „Ordynacka”.
W 1991, 1993, 1997, 2001 i 2005 uzyskiwała mandat posła na Sejm kolejnych kadencji. Pracowała w różnych komisjach sejmowych, m.in. w Komisji Obrony Narodowej i Komisji do Spraw Służb Specjalnych. W III kadencji była zastępcą przewodniczącego Komisji Edukacji, Nauki i Młodzieży, ponownie zajmowała to stanowisko w Sejmie V kadencji.
Od 19 października 2001 do 2 maja 2004 pełniła funkcję ministra edukacji narodowej i sportu w rządzie Leszka Millera. W latach 2004–2005 wiceprzewodnicząca Klubu Parlamentarnego SLD.
W wyborach parlamentarnych w 2007 po raz szósty została posłem, kandydując z listy koalicji Lewica i Demokraci w okręgu poznańskim i otrzymując 24 405 głosów. 22 kwietnia 2008 znalazła się w klubie Lewica, który we wrześniu 2010 przemianowany został na klub SLD. W 2011 kandydowała w wyborach parlamentarnych z 2. miejsca na liście SLD w okręgu wyborczym nr 39 w Poznaniu i ponownie uzyskała mandat poselski. Oddano na nią 16 616 głosów (4,15% głosów oddanych w okręgu).
W wyborach do Parlamentu Europejskiego w 2014 zdobyła mandat eurodeputowanej VIII kadencji, kandydując z listy koalicji wyborczej SLD-UP. W 2019 uznana została za najbardziej pracowitego europosła w kategorii edukacja, kultura i media w ramach plebiscytu MEP Awards organizowanego przez „The Parliament Magazine”. W tym samym roku nie wystartowała w kolejnych wyborach europejskich. 1 lipca 2019 ogłosiła zakończenie działalności publicznej. Do końca życia zasiadała w zarządzie krajowym SLD.
Zmarła 20 kwietnia 2020, a 27 kwietnia została pochowana na cmentarzu Miłostowo w Poznaniu.

## Wyniki w wyborach ogólnopolskich
| Wybory | Komitet wyborczy  | Komitet wyborczy                          | Organ                              | Okręg           | Wynik           |
| ------ | ----------------- | ----------------------------------------- | ---------------------------------- | --------------- | --------------- |
| 1991   |                   | Sojusz Lewicy Demokratycznej              | Sejm I kadencji                    | nr 18           | 6921 (1,62%)    |
| 1993   | Sejm II kadencji  | Sojusz Lewicy Demokratycznej              | nr 35                              | 30 693 (5,68%)  |                 |
| 1997   | Sejm III kadencji | Sojusz Lewicy Demokratycznej              | nr 35                              | 84 768 (16,80%) |                 |
| 2001   |                   | Sojusz Lewicy Demokratycznej – Unia Pracy | Sejm IV kadencji                   | nr 39           | 89 256 (27,80%) |
| 2005   |                   | Sojusz Lewicy Demokratycznej              | Sejm V kadencji                    | nr 39           | 18 637 (6,11%)  |
| 2007   |                   | Lewica i Demokraci                        | Sejm VI kadencji                   | nr 39           | 24 405 (5,45%)  |
| 2011   |                   | Sojusz Lewicy Demokratycznej              | Sejm VII kadencji                  | nr 39           | 16 616 (4,15%)  |
| 2014   |                   | Sojusz Lewicy Demokratycznej – Unia Pracy | Parlament Europejski VIII kadencji | nr 7            | 42 441 (7,25%)  |

## Odznaczenia i wyróżnienia
W 2020 prezydent Andrzej Duda odznaczył ją pośmiertnie Krzyżem Komandorskim Orderu Odrodzenia Polski.
Przyjęła nadawany przez Juliusza Nowina-Sokolnickiego prywatny Order Świętego Stanisława. 